# Przebiegunowanie Ziemi
Przebiegunowanie Ziemi – proces, w którym następuje odwrócenie kierunku ziemskiego pola magnetycznego (zamiana północnego bieguna geomagnetycznego z południowym). Jego wielokrotne zachodzenie w historii Ziemi stwierdzono doświadczalnie w drugiej połowie XX w., m.in. na podstawie wykonanych przez Allana V. Coxa badań resztkowego magnetyzmu skał płyt oceanicznych, zmierzających do weryfikacji hipotezy Wegenera.

## Badanie zjawiska
Kierunek i natężenie pola magnetycznego panujące w przeszłości określa się na podstawie kierunku pola magnetycznego w skałach. Skały magmowe zawierające minerały ferromagnetyczne w czasie stygnięcia w momencie spadku temperatury poniżej temperatury Curie przyjmują kierunek namagnesowania zgodny z ziemskim polem magnetycznym. Po zmianie kierunku zewnętrznego pola magnetycznego, w wyniku zjawiska namagnesowania szczątkowego, kierunek namagnesowania ferromagnetyków pozostaje. Również skały osadowe mogą zapisywać kierunek pola, gdy w osadzie znajdują się drobiny o właściwościach magnetycznych. Zostają one unieruchomione, orientując się zgodnie z kierunkiem pola, gdy skała ulega konsolidacji.

## Przebiegunowania w przeszłości
Zmiany biegunów Ziemi są zdarzeniami losowymi – następowały po sobie w odstępach od 10 tysięcy do nawet 50 milionów lat. Średnio zdarzają się co około 250 tysięcy lat, a ostatnie miało miejsce około 780 tysięcy lat temu. Podczas procesu przebiegunowania pole magnetyczne Ziemi nie zanika zupełnie, jednak staje się dużo bardziej skomplikowane niż to obserwowane obecnie (niedipolowe) i jest dużo słabsze. Umieszczony w nim kompas mógłby wskazywać różne kierunki w zależności od jego położenia na powierzchni Ziemi oraz od formy przejściowego pola magnetycznego w jego otoczeniu.
Przebiegunowanie jest procesem trwającym od 1000 do 10 tysięcy lat, jednakże niektóre dane wskazują, że około 16 mln lat temu biegun północny przez krótki czas przemieszczał się z prędkością nawet 3° dziennie.
Na podstawie badań paleomagnetycznych skonstruowano skalę inwersji dla ostatnich 5 mln lat, mniej dokładną dla kenozoiku i górnej kredy oraz przybliżoną dla mezozoiku i paleozoiku.
W dziejach Ziemi były okresy, kiedy przebiegunowanie następowało stosunkowo często, jak w kenozoiku, oraz długie okresy spokoju, jak górna kreda, czy perm.

## Zmiany w XXI wieku
Silny spadek natężenia dipolowego pola magnetycznego obserwuje się od czasu, od kiedy prowadzone są stałe pomiary natężenia ziemskiego pola magnetycznego, czyli od przynajmniej 150 lat; uległ on znacznemu przyspieszeniu w ostatnich latach. Badania pola w przeszłości wskazują, że natężenie pola magnetycznego zmniejsza się stopniowo od maksimum osiągniętego około 2000 lat temu. Przez ostatnie 150 lat natężenie pola magnetycznego zmalało o około 10-15%, a przez okres ostatnich 2000 lat o około 35%. Wcześniej też występowały wielokrotnie okresy zmniejszania się i zwiększania natężenia pola magnetycznego. Nie wiadomo jednak, czy obecnie notowany spadek natężenia będzie się utrzymywał w przyszłości; być może jest to tylko czasowy spadek, a nie długoterminowy trend. Ponieważ proces przebiegunowania Ziemi nie był jeszcze nigdy bezpośrednio obserwowany, a modele mechanizmu powstawania pola magnetycznego są obarczone dużą niepewnością, nie można stwierdzić z całą pewnością, że obecnie obserwowane zmiany pola magnetycznego są zapowiedzią tego wydarzenia.
Glatzmaier we współpracy z Paulem Robertsem z UCLA wykonali model numeryczny elektromagnetyzmu płynnego jądra Ziemi. Rezultatem było pole magnetyczne przełączające kierunek co 40 000 lat, w okresach przełączania pole nie zanikało całkowicie, ale traciło swój dipolowy charakter. W okresie zaniku pole magnetyczne posiada różne kierunki.
Według szeroko przyjętej teorii, podpartej symulacją komputerową, w przypadku czasowego zaniknięcia pola magnetycznego Ziemi, uderzający w jonosferę wiatr słoneczny wraz z ruchem obrotowym Ziemi wzbudzi w jonosferze pole magnetyczne, chroniące częściowo Ziemię przed dopływem do jej powierzchni promieniowania jonizującego. Zjawisko takie odkryto na Wenus nieposiadającej własnego pola magnetycznego.

## Skutki zaniku pola magnetycznego
Zanik pola magnetycznego dopuści do atmosfery zjonizowane cząstki wiatru słonecznego, atmosfera znacznie zmieni swe właściwości w rozchodzeniu się w niej fal radiowych, stanie się silnie zależna od pogody kosmicznej. Zakłóceniu ulegnie działanie wielu urządzeń łączności.
Według niektórych opinii czasowe zaniknięcie pola magnetycznego w czasie zmiany polaryzacji biegunów może spowodować znaczny wzrost ilości bardzo szkodliwego promieniowania kosmicznego docierającego na powierzchnię Ziemi. Nie ma jednak żadnych nieodpartych naukowych dowodów na to, że odwrócenie pola magnetycznego w przeszłości doprowadziło do jakiejkolwiek katastrofy ekologicznej czy wymierania organizmów żywych. Zarówno Homo erectus, jak i jego przodkowie przeżyli kilka podobnych „katastrof”.